# Стела в честь освобождения Ржева
Сте́ла в честь освобожде́ния Рже́ва — каменная стела, установленная в честь освобождения города Ржева от немецких войск в ходе Великой Отечественной войны.
Является единственным памятником города Ржева, возведённым в годы войны (в 1944 году).

## История создания
Ржевская битва явилась одной из самых долгих и кровопролитных битв в истории Великой Отечественной войны, и завершилась ликвидацией Ржевско-Вяземского выступа — мощных оборонительных укреплений противника и полным освобождением города Ржева.
В честь этого знаменательного события на левом берегу реки Волги, на спуске у старого ржевского моста, в первую годовщину освобождения города — 3 марта 1944 года, была установлена памятная стела.
В 1957 году, к 15-летию со Дня освобождения города, стела была обновлена. Был установлен высокий постамент в виде факела, собранный из гранитных блоков. Рядом с постаментом оборудована площадка для возложения цветов и венков. К площадке ведёт лестница состоящая из пяти ступеней.
По центру высокого постамента размещена мемориальная плита.
| На плите рельефными буквами вырезано: Великая Отечественная война — • — 3-го марта 1943 года Красная Армия освободила город Ржев от немецких оккупантов |

После награждения города орденом Отечественной войны I степени («за мужество, проявленное трудящимися города в борьбе с немецко-фашистскими захватчиками в годы Великой Отечественной войны, достигнутые успехи в хозяйственном и культурном строительстве»), состоявшегося 2 марта 1978 года, на вершине постамента, в центре надстройки из белого известняка в виде языков пламени, было размещено рельефное изображение этого ордена.
в 2020 году, при участии администрации города Ржева и ржевского казачества, памятник был отреставрирован.

## Галерея
|  |  |